# 1472.
◄ | 14. stoljeće | 15. stoljeće | 16. stoljeće | ►
◄ | 1440-ih | 1450-ih | 1460-ih | 1470-ih | 1480-ih | 1490-ih | 1500-ih | ►
◄◄ | ◄ | 1469. | 1470. | 1471. | 1472. | 1473. | 1474. | 1475. | ► | ►►
Arhitektura • Astronomija • Glazba • Knjige • Književnost • Kršćanstvo • Medicina • Pravo • Promet • Slikarstvo • Znanost

## Smrti
- 30. studenog – Janus Pannonius, hrvatski humanist, pjesnik i diplomat (* 1434.)

## Vanjske poveznice
|  | Zajednički poslužitelj ima još gradiva o temi 1472. |